# Lucha grecorromana
La lucha grecorromana es un deporte en el cual cada participante intenta derrotar a su rival con llaves y proyecciones utilizando solo la parte superior del cuerpo. El objetivo consiste en ganar el combate haciendo caer al adversario al suelo y manteniendo sus dos hombros fijos sobre el tapiz o ganando por puntuación mediante la valoración de las técnicas y acciones conseguidas sobre el adversario. Está prohibido el uso activo de las piernas en el ataque, así como atacar las piernas del rival.
A la lucha grecorromana junto con la lucha libre olímpica y su variante femenina —la lucha femenina— se les denomina luchas olímpicas pues están presentes en los Juegos Olímpicos.

## Historia olímpica
Aunque la lucha libre ha sido un deporte muy practicado desde la antigüedad, fue en 1848 cuando un francés de nombre Jean Exbrayat, antiguo soldado de Napoleón, quien tenía una barraca de feria, instituye la lucha moderna al popularizar la norma de no realizar presas por debajo de la cintura. Este era el origen de la lucha grecorromana (llamada entonces "lucha francesa" o "lucha a manos planas"), más adelante el italiano Basilio Bartoli fue el que le puso el nombre de grecorromana, en alusión a las culturas más influyentes en el desarrollo de Europa.
Cuando los Juegos Olímpicos modernos hicieron su reaparición en Atenas en los primeros Juegos Olímpicos de la era moderna en 1896, se consideró importante que la lucha fuera incluida desde un punto de vista histórico de tal forma que se volvió uno de los elementos centrales de los Juegos. La lucha grecorromana se percibía como la verdadera reencarnación de la lucha griega y la lucha romana de la Antigüedad y fue la que estuvo presente en esa primera olimpiada.
La lucha libre se admitió en los Juegos olímpicos en la sesión del COI celebrada en París en 1901. Las primeras pruebas olímpicas tuvieron lugar en los Juegos Olímpicos de verano de 1904 a Saint Louis en los Estados Unidos. Los oficiales olímpicos decidieron añadir esta nueva disciplina, de pasado ciertamente menos rico y menos noble que la anterior pero gozando de un enorme renombre, en particular, en Gran Bretaña y a los Estados Unidos, donde era una de las atracciones estrellas de las fiestas y ferias del siglo XIX, una forma de entretenimiento profesional. Al igual que la lucha grecorromana, está desde entonces entre las grandes disciplinas de los Juegos Olímpicos.
En 1912, en Suecia, se creó la United World Wrestling (UWW) que es el organismo internacional que dirige este deporte. En la actualidad, la Federación Rusa domina en lucha, en particular en grecorromana, pero es dominada por Estados Unidos en lucha libre. A la fila de los países de dónde salen luchadores de nivel internacional figuran Irán, Turquía y Mongolia, país donde la lucha es el deporte nacional. Para los Juegos Olímpicos de Sídney en 2000, se modificó el programa de lucha. Desde 1972, la lucha se dividía en diez categorías de peso en los dos estilos. En los Juegos de Sídney, se presentaron solamente ocho categorías de peso en cada estilo. Los pesos también cambiaron ligeramente y se suprimió la categoría más ligera, llamada comúnmente peso semimosca.
La reducción del número de categorías de 10 a 7 en LL y en GR permitió la introducción de la lucha femenina con cuatro categorías de peso en los Juegos Olímpicos de Atenas en 2004, aunque en los campeonatos del mundo, al igual que las demás categorías, se disputan 7 pesos.
El primer campeonato del mundo de lucha grecorromana fue en Viena en 1904 y el primero de lucha libre tuvo lugar en Helsinki en 1951.
Diecisiete países se compartieron las medallas de lucha libre a los Juegos Olímpicos de 1996 en Atlanta. Fueron 15 en Sídney y 17 en Atenas.

## Reglamento
El reglamento es prácticamente el mismo para las tres modalidades de luchas olímpicas, con la salvedad de la no utilización de las piernas en lucha grecorromana.

### El tapiz
La lucha se disputa sobre un tapiz cuadrado de 12x12 metros dividido en dos zonas. La superficie de combate es un círculo de 9 m de diámetro dividido a su vez en dos zonas, la zona central de lucha, de color amarillo, que es un círculo de 7 m de diámetro; y la zona de pasividad, corona exterior a la zona central de 1 m de anchura y color rojo; la superficie de protección es el área comprendida entre la superficie de combate y el límite del tapiz.

### Vestimenta
Los deportistas visten un maillot de una sola pieza de color rojo o azul, y botas que rodeen los tobillos pero sin tacón ni objetos metálicos.

### Categorías de peso y edad
- Las 7 categorías de peso para los séniors (+18) son: 50-55 kg; 60 kg; 66 kg; 74 kg; 84 kg; 96 kg; 96-120 kg.
- Las 8 categorías de peso para los júniors (17,18,19,20) son: 46-50 kg; 55 kg; 60 kg; 66 kg; 74 kg; 84 kg; 96 kg; 96-120 kg.
- Las 10 categorías de peso para los cadetes (15, 16, 17) son: 39-42 kg; 46 kg; 50 kg; 54 kg; 58 kg; 63 kg; 69 kg; 76 kg; 85 kg; 85-100 kg.
- Las 10 categorías de peso para los escolares (13, 14, 15) son: 29-32 kg; 35 kg; 38 kg; 42 kg; 47 kg; 53 kg; 59 kg; 66 kg; 73 kg; 73-85 kg.

### Cuerpo arbitral
En cada combate, el cuerpo arbitral está compuesto por 3 jueces o árbitros. El árbitro dirige y puntúa el combate desde el interior del tapiz, dirigiéndose directamente a los luchadores. El juez, desde el exterior y sentado en una silla, observa la acción y puntúa las acciones independientemente del árbitro. El jefe de tapiz, desde la mesa principal, coordina las decisiones tomadas por el árbitro y el juez, y en el caso de que no coincidan toma partido por uno o por otro para, de esta forma, obtener la puntuación definitiva.

### El combate. Tipos de victorias
Cada combate está dividido en 3 periodos independientes de 2 minutos cada uno, con un descanso entre ellos de 30 segundos. 
A diferencia de la modalidad de Libre, en lucha grecorromana cada periodo se divide en 3 partes. Una primera parte de un minuto donde los luchadores comienzan de pie, y dos partes de 30 segundos cada una, donde cada luchador comienza en una posición ordenada en suelo.
La posición ordenada de grecorromana, además de la posición general de castigo común a todas las modalidades, es la siguiente:
Cuando se acaba el primer minuto, el luchador que va ganando (según los criterios de victoria del combate) tiene derecho a agarrar primero. En caso de empate a cero hay sorteo de una moneda para ganar dicho derecho. Por lo tanto, el luchador que va perdiendo se pone a 4 puntos (2 manos y 2 rodillas en el suelo), y el luchador que agarra lo hace con agarre de cintura al revés (ver imagen). Cuando finalizan los 30 segundos, se cambian las posiciones y el luchador que no había agarrado, lo hace entonces. El luchador que agarra tiene la obligación de marcar algún punto, sino lo hace es penalizado con un punto él. Por lo tanto no existe prórroga.
Existen principalmente dos formas de ganar un combate:
- Por pegada:[1] cuando un luchador mantiene controlado con los dos omóplatos sobre el tapiz a su adversario, el tiempo suficiente para que el cuerpo arbitral lo constate. No importa el marcador.
- Ganando dos de los tres periodos. Si un luchador gana los dos primeros periodos, el tercero no se disputa.

Existen varias formas de ganar un periodo:
- Por superioridad técnica (3 casos): diferencia de 6 puntos, dos técnicas de 3 puntos, o una técnica de 5 puntos. Cuando se ganan los dos periodos por superioridad técnica, se considera que se ha ganado el combate entero por superioridad técnica.
- Por puntos: cuando se termina el tiempo de un periodo. En este caso gana el primero que cumpla por este orden los siguientes requisitos: mayor número de puntos, menor número de amonestaciones, número de técnicas de mayor puntuación (si ha marcado alguna de 3 y en segundo lugar n.º de técnicas de 2 puntos), último punto marcado.

### Puntuación
Las acciones realizadas por los luchadores pueden ser puntuadas por el cuerpo de árbitros con 1, 2, 4 o 5 puntos.
1 punto:
- Derribos en que no ponen al rival de espaldas.
- En acciones de suelo controlar por detrás al luchador rival que no está de espaldas.
- Si el rival huye de una técnica o del tapiz, si tu rival sale de pie de la superficie de combate (pisa la zona de protección).
- Por mantener 5 segundos en “posición de peligro” (de espaldas, sobrepasando los 90°) al rival.
- Al luchador contrario, si un luchador no marca ningún punto en sus 30 segundos de agarre.
- Si el rival realiza una acción ilegal que no impide realizar tu técnica y por lo tanto puntuar.
- Al luchador contrario, si un luchador rehúye o no agarra correctamente en agarre ordenado en greco.

2 puntos:
- Técnica de suelo que pone al rival en “posición de peligro” o de tocado inmediato.
- Cuando el rival sale de la superficie de combate en “posición de peligro”.
- Al luchador contrario, si un luchador rehúye o no se coloca a 4 puntos correctamente en agarre ordenado en greco
- Si el rival realiza una acción ilegal que impide realizar tu técnica.
- Al luchador que bloquea y pone en “posición de peligro” al rival después de haber sufrido él una proyección.

4 puntos:
- Técnica de pie que pone al rival en “posición de peligro”, incluso si lo ha levantado desde una posición de suelo.
- Técnica de pie de “gran amplitud” (que describe un gran arco en el espacio) que no pone al rival en “posición de peligro”, incluso si lo ha levantado desde una posición de suelo.

5 puntos:
- Técnica de pie de “gran amplitud” (que describe un gran arco en el espacio) que pone al rival en “posición de peligro”, incluso si lo ha levantado desde una posición de suelo.

Amonestaciones:
- Técnicas ilegales que no suponen una descalificación directa. Con tres amonestaciones pierdes el combate.

### Sistema de competición
El sistema de competición utilizado es el de eliminación directa con repesca para aquellos luchadores que hayan perdido contra alguno de los finalistas.
Existirá, por tanto, dos terceros, que serán los ganadores de las repescas, y dos quintos, los perdedores. La clasificación a partir del séptimo se realiza, atendiendo a los siguientes criterios, por este orden: mayor número de puntos de clasificación, mayor número de tocados, mayor número de victorias por superioridad, mayor número de periodos ganados por superioridad, mayor número de puntos marcados, menor número de puntos recibidos.
Los puntos de clasificación son puntos otorgados a cada luchador después del combate, en relación con el tipo de victoria o derrota:
- Victoria por tocado: 5 puntos.
- Victoria por superioridad técnica en todo el combate: 4 puntos.
- Victoria por puntos: 3 puntos.
- Derrota por tocado: 0 puntos.
- Derrota sin haber marcado puntos: 0 puntos.
- Derrota habiendo marcado puntos y no por tocado: 1 punto.

En el caso de que el número de luchadores de una categoría sea inferior a seis, entonces se empleará el sistema de competición “nórdico”, o sea, todos contra todos, y la clasificación se realizará atendiendo primeramente al número de victorias, y después a los criterios anteriormente descritos.

### Técnicas ilegales
En la lucha grecorromana está prohibido agarrar al adversario por debajo de las caderas o apretarlo con las piernas, lo mismo que todos los empujones, presiones o levantamientos por contacto de las piernas sobre una parte del cuerpo del adversario, están totalmente prohibidos. En lucha grecorromana, contrariamente a la lucha libre, hay que acompañar al adversario al suelo y de quedar en contacto con él para que la acción sea puntuada.
Están prohibidas las técnicas enumeradas a continuación:
- Técnica de garganta o estrangulación a una mano.
- Torsión de brazo a más de 90°.
- Técnica de brazo por encima, efectuada sobre el antebrazo.
- Técnica de cabeza y de cuello con las dos manos, así como todas las situaciones y posiciones de estrangulamiento.
- Doble técnica de luxación de cuello (Nelson), si no es ejecutada de lado, sin ninguna intervención de las piernas sobre parte alguna del cuerpo del adversario Para cadetes y escolares, así como en la modalidad femenina está totalmente prohibida.
- Llevar el brazo del adversario detrás de su espalda ejerciendo simultáneamente una presión y en una posición que el antebrazo con el brazo forme un ángulo agudo.
- Ejecutar una técnica en contra de la columna vertebral del adversario.
- Hacer la "corbata" o triángulo en cualquier sentido.
- Solo serán permitidas las técnicas que lleven un brazo y la cabeza al mismo tiempo.
- Además, en las técnicas de pie y por detrás, mientras el adversario está vuelto cabeza abajo (con la cintura al revés), la proyección no debe realizarse más que hacia un lado y de ninguna manera de arriba abajo (en picado).
- En la ejecución de una técnica, agarrar la cabeza o el cuello del adversario con los dos brazos.
- Levantar al adversario que se halle en puente y tirarlo inmediatamente al tapiz (golpes bruscos en el suelo), es decir, que hay que presionar el puente.
- Hundir el puente empujando en el sentido de la cabeza.
- Rasguños, mordidas, piquetes a los ojos o presas a la ingle.
- Todo tipo de golpes.

## Léxico
Abra: Requerimiento que hace el árbitro para que un luchador controlado en suelo suelte al atacante o adopte una postura de brazos más abierta.
Acción: Requerimiento que hace el árbitro para que uno o los dos luchadores sean más activos.
Árbitro: Oficial que dirige el combate sobre el tapiz.
Atención: Aviso que hace el árbitro a un luchador antes de amonestarlo.
Bombero: Movimiento que simula la carga de un bombero del rival por los hombros antes de proyectarlo lateralmente.
Brazo martillo: movimiento por el cual un luchador proyecta a su adversario sobre su hombro teniéndolo cogido del brazo.
Cintura en puente: Movimiento a través del cual un luchador voltea en suelo a su rival pasando él por la posición de puente. Rusa.
Círculo central: pequeño círculo de 1 metro de diámetro situado en el centro del tapiz de lucha.
Clinch: Posición de agarre ordenado. En grecorromana, un luchador se coloca a 4 puntos (2 manos y dos rodillas), y el luchador que agarra lo hace con agarre de cintura al revés (ver imagen). En lucha libre, posición inicial de la prórroga, con agarre de ambas manos alrededor de la corva del rival.
Cruce de tobillos: Acción mediante la cual un luchador bloquea las piernas de su rival en el suelo y lo hace girar sobre su espalda.
Derribo frontal: Movimiento en el cual un luchador hace caer a su rival hacia atrás levantándole las piernas y empujando frontalmente.
Descalificación: Eliminación de un luchador de un combate por infringir las reglas.
Entrada a una pierna: Acción por la cual un luchador al avanzar agachado es capaz de agarrar una pierna. En plural si su objetivo es agarrar las dos.
Forfait: Victoria cuando no se presenta el rival al inicio del combate.
Fuga de presa: Situación donde un luchador rehúye el combate en el tapiz, y es penalizado con una amonestación y otorgando un punto a su oponente.
Fuga de tapiz: Situación donde un luchador sale voluntariamente del tapiz, y es penalizado con una amonestación y otorgando un punto a su oponente si no sale en “posición peligro” o con dos puntos en caso contrario.
Jefe de tapiz: Oficial responsable de un tapiz. Decide entre uno y otro en caso de desacuerdo entre el árbitro y el juez.
Juez: Oficial que asiste al árbitro y adjudica los puntos a los luchadores durante el combate.
Levantada: Acción por la cual un luchador levanta a su rival.
Liana: Movimiento en el cual un luchador se sirve de sus piernas para voltear al adversario. Tijera.
Pasada atrás: Acción por la cual un luchador controla por detrás a su rival en el suelo. Vale un punto.
Pegada o tocado: Control del rival que consigue mantener los dos omoplatos de este pegados al tapiz. Esta acción para el combate y proporciona la victoria.
Periodo: Cada una de las 3 partes independientes en que se divide un combate.
Posición: Voz con que se dirige el árbitro a un luchador para que adopte la posición correcta de inicio.
Posición de agarre ordenado: En grecorromana, un luchador se coloca a 4 puntos (2 manos y dos rodillas en el suelo), y el luchador que agarra lo hace con agarre de cintura al revés (ver imagen). En lucha libre, posición inicial de la prórroga, con agarre de ambas manos alrededor de la corva del rival
Posición de castigo: Posición consecuencia de una irregularidad en suelo, en la cual un luchador se coloca a 4 puntos (2 manos y dos rodillas, formando las articulaciones 90° con respecto al cuerpo o el suelo) y el rival coloca las palmas de la mano en sus omoplatos. Puesta a tierra ordenada.
Presa de gran amplitud: Proyección en la cual el centro de gravedad del adversario es superior al del luchador que proyecta.
Puente: Posición arqueada que adopta un luchador de espaldas al tapiz, para evitar que su espalda toque el tapiz.
Puesta a tierra: Llevar al adversario al suelo.
Puesta a tierra ordenada: Posición consecuencia de una irregularidad en suelo, en la cual un luchador se coloca a 4 puntos (2 manos y dos rodillas) y el rival coloca las palmas de la mano en sus omoplatos. Posición de castigo. También puede significar la posición de agarre ordenado en grecorromana.
Puesta en peligro: Posición en la cual la espalda de un luchador forma un ángulo de menos de 90 grados con el tapiz.
Puntos de clasificación: Puntos otorgados después del combate en relación con el resultado final.
Puntos técnicos: Puntos marcados durante el combate.
Rondas de calificación: Rondas efectuadas con el fin de conseguir el número ideal de luchadores para comenzar la eliminación directa.
Rondas de repesca: Combates que realizan los luchadores que han sido derrotados por los finalistas con el fin de decidir quien consigue la medalla de bronce.
Rusa: Movimiento a través del cual un luchador voltea en suelo a su rival pasando él por la posición de puente. Cintura en puente.
Superioridad técnica: En un combate cuando se ganan dos periodos por superioridad técnica. En un periodo cuando se gana por más de 6 puntos de diferencia, dos técnicas de 3 puntos o una técnica de 5 puntos.
Superficie central de lucha: Círculo central de lucha de 7 metros de diámetro.
Superficie de protección: Zona comprendida entre la zona de pasividad y el límite del tapiz cuyo objetivo es proteger a los luchadores de posibles lesiones.
Suplé o Suplex: Acción en la cual un luchador mediante un agarre al cuerpo del adversario, lo proyecta por encima de él al arquearse hacia atrás. De este movimiento deriva el Suplex Vertical
Tackle: Acción de entrada a las piernas en la cual se hace un movimiento lateral de barrido con las manos a fin de derribar al contrario.
Tiempo: Se acabó el tiempo.
Tijera: Movimiento en el cual un luchador se sirve de sus piernas para voltear al adversario. Liana.
Turca: Volteo desde agarre de cintura al revés.
Vuelta de cadera: movimiento por el cual un luchador mediante un giro desequilibra al contrario, volteándolo al bloquearlo con la cadera.
Zona de pasividad: Corona de 1 m de ancha exterior a la superficie central de lucha, e interior a la superficie de protección. Sirve para avisar a los luchadores que los límites están cerca.